# Smrt jezika
Smrt jezika je lingvistički pojam koji označava nestanak tj. izumiranje jednog jezika u smislu da on više nema izvorne govornike. U tom smislu jezici poput latinskog, staroslovenskog ili sanskrita su mrtvi iako imaju sfere upotrebe. Smrt jezika može pogoditi kako jezike tako i njihove dijalekte. Jezikom „na samrti“ /umirućim jezikom smatra se jezik koji se više ne prenosi na potomstvo kao prvi jezik, tj. u procesu primarne socijalizacije.
Prema sajtu Etnolog trenutno na svetu ima 7097 jezika. Eksperti procenjuju da će između 50% i 90% postojećih jezika nestati do kraja 21. veka. Međutim, svi jezici imaju isti potencijal za izražavanje svekolikog ljudskog iskustva, te gubitak bilo kog jezika, bez obzira na broj govornika ili na prisustvo pisanog jezika, predstavlja siromašenje kulturnog i intelektualnog bogatstva, kolektivne mudrosti i kulturnog diverziteta.

## Razlozi za smrt jezika
Postoji više razloga i načina na na koje jedan jezik može izumreti. Smrt jezika može biti nagla ili postupna.
Nagla smrt jezika ponekad se naziva i lingvicid. Ona se može desiti usled prirodnih nepogoda, bolesti ili rata, (genocida) koje zbrišu čitavu zajednicu govornika jezika (najčešće je u pitanju mala i geografski zabačena zajednica). Tako je erupcija vulkana zbrisala indonezijski jezik tambora, a infekcije koje su doneli kolonizatori desetkovale su govornike pamliko jezika u Americi . Tasmanijski Aboridžini su istrebljeni tokom 75 godina kontakta sa Evropljanima, a čitava zajednica čeških Roma, govornika češkog romskog jezika nestala je usled genocida u Drugom svetskom ratu. 
Postupna smrt jezika je češći slučaj. Ona može krenuti od samih govornika ("odozdo"), koji prvo postaju bilingvalni na jeziku dominantne ili brojčano veće zajednice, a potom prestaju da prenose svoj jezik narednoj generaciji. Blizak pojam je zamena jezika – kada čitava zajednica jedan jezik ili varijetet zameni drugim, koji povezuje sa društvenim i ekonomskim prestižom, motivisana ekonomskim razlozima ili usled urbanizacije.
Prema lingvisti Dejvidu Kristalu, primarne industrijske grane su štetne po očuvanje jezika usled priliva stranog kapitala – naročito one koje se bave crpljenjem resursa (rudarstvo), dok turizam, uslužne delatnosti i manufaktura ostavljaju povoljne uslove za očuvanje jezika.
Smrt jezika često je pokrenuta od strane institucija sistema ("odozgo"), odnosno države, koja otvorenim pretnjama ili na druge načine (npr. subverzivnim modelom jezičkih obrazovnih politika ili izmeštanjem autohtonog stanovništva sa njihove zemlje, oduzimanjem resursa ili sprečavanjem njihovog načina života), vrši pritisak na autohtono stanovništvo da se asimiluje.
Jezik može nestati i tako što se njegovi varijeteti vremenom razviju u posebne jezike. Primer za to je latinski iz kog su se razvili romanski jezici. Poneki jezik koji je na ovaj način nestao zadržava se kao medijum u religijskoj sferi ili kao književni jezik. 
Postoje i jezici kratkog životnog veka i uske sfere upotrebe – takozvani pidžini nastali u kontaktu dva naroda radi trgovine. Ali pidžin može da postane maternji jezik naredne generacije i da se razvije u pogledu vokabulara i gramatike. Takav jezik se naziva kreol. 
Smrt jezika ne mora biti konačna kao biološka smrt. Postoje pokušaji „vaskrsnuća“ tj. revitalizacije jezika. Najuspešniji primer je hebrejski jezik, koji dugi niz vekova nije imao izvorne govornike, već je služio samo kao liturgijski jezik. A danas je u osnovi modernog hebrejskog jezika koji je zvanični jezik Izraela. Takođe su u toku procesi obnove manskog jezika (korišćenog na britanskom ostrvu Man), aboridžanskih jezika kaurna i gurnai, ohlonskih jezika (jezika starosedelaca severnoameričkog kontinenta) čočenjo i mutsun, vampanoang i drugih.